# Pia Ziefle
Pia Ziefle (* 1974 in Laupheim) ist eine deutsche Schriftstellerin und Bloggerin. Ihre Themen sind Migration, Biografie und Identität, und die Auswirkungen teils längst vergangener Ereignisse in der Familiengeschichte auf gegenwärtige, scheinbar individuelle Entscheidungen. Darüber hinaus äußert sie sich in verschiedenen Medien zu den immer häufiger diskutierten Kontroversen und zum Missbrauch der Marktmacht von Seiten Amazon. Seit 2016 ist sie Mitglied im PEN-Zentrum Deutschland.

## Leben
Pia Ziefle wurde 1974 in Laupheim geboren. Nach ihrem Abitur am evangelischen Seminar Maulbronn/Blaubeuren absolvierte sie eine Ausbildung zur Siebdruckerin und ging 1998 nach Berlin, um als Drehbuchautorin für interaktive Medien und Spiele zu arbeiten, sowie in Erwachsenenbildungseinrichtungen Interactive storytelling zu unterrichten. 
Später zog sie in die Nähe von Tübingen, wo sie noch heute mit ihrer Familie lebt, und begann, Romane zu schreiben. 
2013 war sie Stipendiatin des Förderkreises deutscher Schriftsteller in Baden-Württemberg. 
Seit 2014 ist sie Teil des  Autorenkollektivs Techniktagebuch.

## Werke
- Suna. Ullstein Verlag, Berlin 2012, ISBN 978-3-55008-892-6.
- Länger als sonst ist nicht für immer. Arche Verlag,  2014, ISBN 978-3-71602-715-8.